# Subsecretaría de Previsión Social de Chile
La Subsecretaría del Previsión Social de Chile (Subprev), es una de las subsecretarías de Estado dependientes del Ministerio del Trabajo y Previsión Social, y la encargada de asesorar al ministro del ramo en la elaboración de políticas y planes correspondientes al ámbito de la previsión social, como asimismo, en el análisis estratégico, planificación y coordinación de los planes y acciones de los servicios públicos del sector. Desde el 16 de junio de 2023, el subsecretario es Claudio Reyes Barrientos, bajo el gobierno de Gabriel Boric.
Entre otras actividades, le corresponde estudiar y proponer las normas y reformas legales relacionadas con la seguridad social, además de «definir y coordinar la implementación de estrategias para dar a conocer el sistema de previsión social y facilitar a la población el ejercicio de sus derechos conforme a las políticas sociales que se implementen».
Tiene como entidades relacionadas, al Instituto de Previsión Social (IPS, exInstituto de Normalización Previsional, INP), la Superintendencia de Seguridad Social (Suseso), la Superintendencia de Pensiones (SP) y el Instituto de Seguridad Laboral (ISL).

## Organización
La Subsecretaría se organiza a través de divisiones, direcciones y unidades, unas con responsabilidades de línea en el ámbito propio de las funciones de la Subsecretaría, en tanto otras con responsabilidad de apoyo a la gestión. Se encuentra integrada funcional y orgánicamente de la forma que se establece en el siguiente organigrama:
Subsecretaría
Gabinete
- División de Educación Previsional
  - Unidad de Educación Previsional
  - Unidad Fondo para la Educación Previsional
  - Unidad de Difusión Previsional
- División de Estudios Previsionales
  - Unidad Observatorio Previsional
  - Unidad de Análisis de Políticas Previsionales
- División de Coordinación Institucional
  - Unidad de Atención Ciudadana
  - Unidad de Participación Ciudadana
  - Unidad de Coordinación de Canales de Atención Sectorial
  - Oficina de Informaciones, Reclamos y Sugerencias (OIRS)
- División de Asesoría Legislativa y Coordinación Internacional
  - Unidad de Asesoría Legislativa y Convenios Internacionales
  - Unidad de Prevención de Riesgos y Seguridad del Trabajo
- División de Administración y Finanzas
  - Unidad de Presupuesto
  - Unidad de Adquisiciones y Activo Fijo
  - Unidad de Gestión Financiera
  - Unidad de Tesorería
- División de Tecnologías de la Información
  - Unidad de Desarrollo de Software
  - Unidad de Infraestructura y Soporte

## Subsecretarios
| Retrato | Subsecretario/a                   | Partido | Partido | Inicio                   | Final                    | Presidente | Presidente                 |
| ------- | --------------------------------- | ------- | ------- | ------------------------ | ------------------------ | ---------- | -------------------------- |
|         | Reinaldo Villarroel Rojas         |         | Ind.    | 14 de octubre de 1959    | 3 de noviembre de 1964   |            | Jorge Alessandri Rodríguez |
|         | Ramón Santander Fernández         |         | Ind.    | 3 de noviembre de 1964   | 1967                     |            | Eduardo Frei Montalva      |
|         | Álvaro Covarrubias Bernales       |         | Ind.    | 1967                     | 3 de noviembre de 1970   |            | Eduardo Frei Montalva      |
|         | Laureano León Morales             |         | PS      | 3 de noviembre de 1970   | 11 de septiembre de 1973 |            | Salvador Allende Gossens   |
|         | Raúl Medel Baldeig                |         | Ind.    | 12 de septiembre de 1973 | 11 de julio de 1974      |            | Augusto Pinochet Ugarte    |
|         | Humberto Pizarro Birón            |         | Ind.    | 11 de julio de 1974      | 17 de marzo de 1976      |            | Augusto Pinochet Ugarte    |
|         | Alfonso Serrano Spoerer           |         | Ind.    | 17 de marzo de 1976      | noviembre de 1984        |            | Augusto Pinochet Ugarte    |
|         | Guillermo Arthur Errázuriz        |         | Ind.    | noviembre de 1984        | 18 de marzo de 1985      |            | Augusto Pinochet Ugarte    |
|         | María Teresa Infante Barros       |         | Ind.    | 18 de marzo de 1985      | 11 de marzo de 1990      |            | Augusto Pinochet Ugarte    |
|         | Martín Manterola Urzúa            |         | SDCH    | 11 de marzo de 1990      | 19 de julio de 1992      |            | Patricio Aylwin Azócar     |
|         | Luis Orlandini Molina             |         | PRSD    | 19 de julio de 1992      | 11 de marzo de 1994      |            | Patricio Aylwin Azócar     |
|         | Patricio Tombolini Véliz          |         | PRSD    | 11 de marzo de 1994      | 11 de marzo de 2000      |            | Eduardo Frei Ruiz-Tagle    |
|         | María Ariadna Hornkohl Venegas    |         | PDC     | 11 de marzo de 2000      | 10 de marzo de 2003      |            | Ricardo Lagos Escobar      |
|         | Macarena Carvallo Silva           |         | PRSD    | 10 de marzo de 2003      | 28 de enero de 2005      |            | Ricardo Lagos Escobar      |
|         | Marisol Aravena Puelma            |         | PRSD    | 1 de febrero de 2005     | 11 de marzo de 2006      |            | Ricardo Lagos Escobar      |
|         | Lissette García Bustamante        |         | PDC     | 11 de marzo de 2006      | 14 de enero de 2008      |            | Michelle Bachelet Jeria    |
|         | Mario Ossandón Cañas              |         | PPD     | 14 de enero de 2008      | 27 de abril de 2009      |            | Michelle Bachelet Jeria    |
|         | Claudio Reyes Barrientos          |         | PPD     | 27 de abril de 2009      | 11 de marzo de 2010      |            | Michelle Bachelet Jeria    |
|         | Augusto Iglesias Palau            |         | Ind.    | 11 de marzo de 2010      | 11 de marzo de 2014      |            | Sebastián Piñera Echenique |
|         | Marcos Barraza Gómez              |         | PCCh    | 11 de marzo de 2014      | 11 de mayo de 2015       |            | Michelle Bachelet Jeria    |
|         | Francisco Javier Díaz Verdugo (s) |         | PS      | 11 de mayo de 2015       | 27 de junio de 2015      |            | Michelle Bachelet Jeria    |
|         | Julia Urquieta Olivares           |         | PCCh    | 27 de junio de 2015      | 26 de octubre de 2016    |            | Michelle Bachelet Jeria    |
|         | Jeannette Jara Román              |         | PCCh    | 26 de octubre de 2016    | 11 de marzo de 2018      |            | Michelle Bachelet Jeria    |
|         | María José Zaldívar Larraín       |         | Ind.    | 11 de marzo de 2018      | 28 de octubre de 2019    |            | Sebastián Piñera Echenique |
|         | Pedro Pizarro Cañas               |         | RN      | 19 de noviembre de 2019  | 11 de marzo de 2022      |            | Sebastián Piñera Echenique |
|         | Christian Larraín Pizarro         |         | Ind.    | 11 de marzo de 2022      | 26 de mayo de 2023       |            | Gabriel Boric Font         |
|         | Consuelo Maldonado Herrera (s)    |         |         | 26 de mayo de 2023       | 16 de junio de 2023      |            | Gabriel Boric Font         |
|         | Claudio Reyes Barrientos          |         | PPD     | 16 de junio de 2023      | en el cargo              |            | Gabriel Boric Font         |